# Croissy-sur-Seine
Croissy-sur-Seine település Franciaországban, Yvelines megyében. Lakosainak száma 10 580 fő (2022. január 1.). Croissy-sur-Seine Rueil-Malmaison, Bougival, Chatou, Louveciennes, Le Pecq, Le Port-Marly és Le Vésinet községekkel határos.

## Népesség
A település népességének változása:
| Lakosok száma | 9990 | 10 046 | 10 277 | 9701 | 9602 | 10 031 | 10 324 | 10 399 | 10 580 |
|               | 2013 | 2015   | 2016   | 2017 | 2018 | 2019   | 2020   | 2021   | 2022   |